# 天龍源一郎

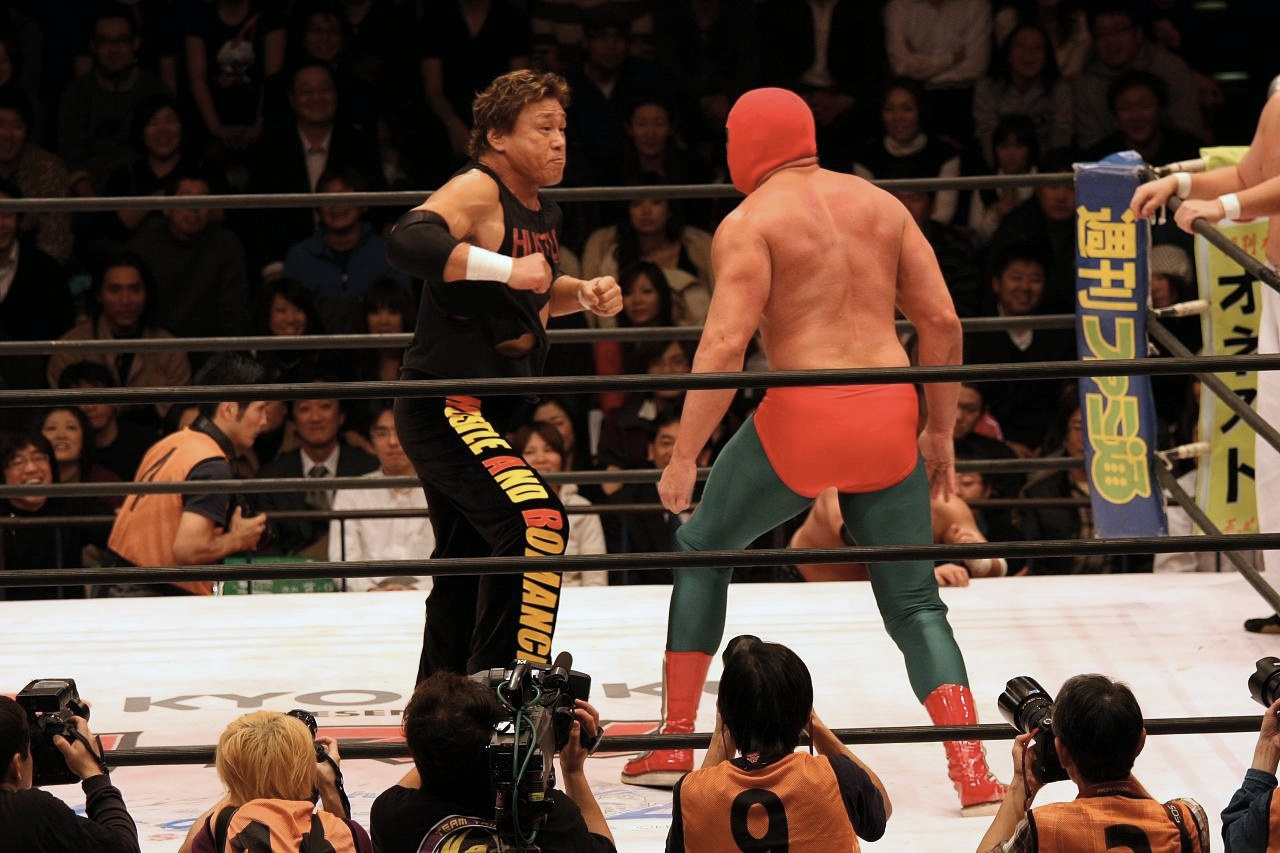
天龍源一郎(左)

天龍 源一郎（1950年2月2日—），本名嶋田 源一郎，生於日本福井縣勝山市，前摔角選手、大相撲力士，現為藝人。聲音非常粗獷沙啞。

## 生平
出身農家長男。
1963年12月，進入相撲部屋。以天竜為出賽名，參與相撲比賽，最高升至西前頭筆頭。1975年，其師匠過世，部屋內因為繼承問題產生一連串紛爭，使他心生退意。經巨人馬場介紹，決定往職業摔角發展。
1976年11月13日，在完成秋場所比賽後，正式退出相撲，加入全日本摔角聯盟。初期以「天竜」為擂台名，後改為「天龍源一郎」直至引退。
1983年開始與巨無霸鶴田組成「鶴龍組」，與長州力率領的「日本職業摔角」軍團多次上演軍團對決。
1987年「日本職業摔角」不再參戰全日本回到新日本之後，為了活化全日本戰線與巨無霸鶴田解除雙打關係，並成立天龍同盟。最初成員有阿修羅原、川田利明，Samson冬木(即冬木弘道)在與川田組成「フットルース」後由正規軍轉為天龍同盟，之後小川良成加入。
1990年4月26日退出全日本，轉戰由眼鏡蛇超市出資組成的SWS。SWS於1992年6月19日結束活動後，成立WAR，並且積極與全日本以外的其他摔角團體交流。
1994年1月4日參戰新日本摔角聯盟東京巨蛋大會，在與安東尼奧·豬木的比賽中壓制豬木成功，是唯一從巨人馬場、安東尼奧·豬木身上均取得壓制勝的日本選手。
WAR結束活動後，自1998年2月起成為自由選手，各主流摔角團體都可以看見其身影。2000年全日本與NOAH分裂事件發生後，睽違10年再度回到全日本的擂台，並短暫與過去的跟班川田利明組成師徒搭檔。
2003年轉戰長州力成立的WJ摔角聯盟並一度入團，WJ結束活動後再度成為自由選手。
2010年3月4日，成立摔角團體「天龍PROJECT」。
2015年11月15日，於出道39週年2天過後正式引退，「天龍PROJECT」轉型為個人事務所。